# Biserica „Sfânta Treime - Grecească” din Brașov
Biserica Sfânta Treime-Grecească din Brașov este un ansamblu de monumente istorice aflat pe teritoriul municipiului Brașov. În Repertoriul Arheologic Național, monumentul apare cu codul 40205.159.
Ansamblul este format din două monumente:
- Biserica „Sf. Treime”-Grecească (cod LMI BV-II-m-A-11307.01)
- Cimitirul bisericii „Sf. Treime”-Grecească (cod LMI BV-IV-m-A-11307.02)

## Istoric
Începând cu anul 1784, după decretul de toleranță al împăratului Iosif al II-lea din iulie 1781 și în urma numeroaselor donații provenite din partea negustorilor locali ca și a celor veniți din Muntenia, a început construirea unei biserici ortodoxe în Târgul Cailor (str. George Barițiu), nu la stradă, ci în spate, în curte, aceasta fiind una din condițiile impuse de autorități.
Biserica grecească a fost zidită între anii 1784 – 1787 pe locul unei mai vechi capele din secolul al XVII-lea.
I s-a spus „grecească” deoarece negustorii care au ridicat-o erau veniți din Peninsula Balcanică și aveau sentimente grecești. Panaiot Nica și alți ctitori de origine macedoromână au făcut donații importante, la fel ca și unii boieri din Țara Românească ajunși în pribegie la Brașov, din familiile Brâncoveanu, Văcărescu, Mavrocordat, Suțu și alții.
Biserica a fost sfințită la data de 5 iunie 1788, cu participarea episcopului ortodox de la Sibiu, Ghedeon Nichitici.
Armonia între „cetățenii de religie ortodoxă a răsăritului” nu a durat mult, grecii revendicându-și dreptul asupra bisericii. Au urmat  procese îndelungate și repetate, pe parcursul a 100 de ani (1789 - 1887). Pierzând aceste procese, dezamăgiți și incapabili de a mai continua lupta, românii au părăsit Biserica „Sfânta Treimeˮ și au demarat o campanie de construire a unei noi biserici ortodoxe române în Piața Sfatului.
Biserica "Sfânta Treime" a reintrat în jurisdicția canonică a Sibiului ca "Biserica națională grecească din Brașov" în anul 1924, iar din anul 1942 s-a slujit din nou în limba română.
Biserica are în spate un cimitir în care se găsesc mormintele unor Brâncoveni, Văcărești, Suțești, Mavrocordați și al fostului mitropolit al Munteniei Nectarie. Casa parohială adăpostește o bibliotecă cu o colecție valoroasă de cărți.

## Arhitectura
Biserica are o lungime de 20,5 m, o lățime de 8,5 m și este înaltă de 11 m, cu ziduri de cărămidă și piatră, păstrând înfățișarea unui monument istoric tipic secolului al XVIII-lea.
Turnul bisericii făcea parte din vechiul sistem de fortificații al Cetații Brașovului fiind cunoscut sub numele de „Turnul Pulberărieiˮ. În secolul al XX-lea Turnul Pulberăriei a fost amenajat drept clopotniță, ulterior adăugându-i-se acestuia și o toacă.
Interiorul bisericii este realizat în stil baroc și cu bogate ornamente în stuc, reprezentând basoreliefuri de plante și flori. Fațada, cu ornamente în stuc în stil baroc, încadrează cele trei icoane în ulei: Sfântul Apostol Petru, Sfânta Treime și Sfântul Apostol Pavel.
În decursul timpului biserica a cunoscut diferite modificări. În anul 1812 au fost construite opt cripte din cărămidă, alipite zidului de sud. În anul 1855 a fost înlocuit iconostasul vechi, provenit de la vechea biserică din Cetate cu unul nou, în stil baroc, îmbrăcat în foiță de aur, iar în anul 1958 s-a construit pridvorul de la intrarea principală a bisericii.

## Pictura
Interiorul bisericii a fost pictat de către pictorul Gulimievici, în anul 1859, în stil apusean; tot acesta a aurit și iconostasul. Pictura interioară a fost realizată cu motive florale.
Pictura a fost restaurată în anul 1908 de Livasa Liolcis din Cefalonia, apoi în anul 1963 cu concursul pictorului Nicolae Stoica din București, iar ultima restaurare a picturii s-a făcut în anul 1987 cu ocazia împlinirii a 200 de ani de la zidirea bisericii.
În interiorul bisericii se găsesc icoane pe pânza și lemn din secolul al XVII-lea și al XVIII-lea, printre care o icoană datând din anul 1633, adusă de la Veneția. Alte icoane au fost ferecate în anul 1851 de argintarul brașovean N. Jekelius.

## Cimitirul
În cimitir se intră din biserică prin turnul de apărare, care făcea parte din zidul fortificat al cetății și este lipit de zidul bisericii. Aici sunt înhumați: Mitropolitul Dositei Filitti al Țării Românești, membrii ai familiilor Brâncoveanu, Văcărescu, Suțu și alții.
În anul 1980, aici s-a așezat și cea mai veche troiță a acestor meleaguri, datând din anul 1292, aflată până atunci în părăsire în „Cătunˮ (Șchei).

## Galerie

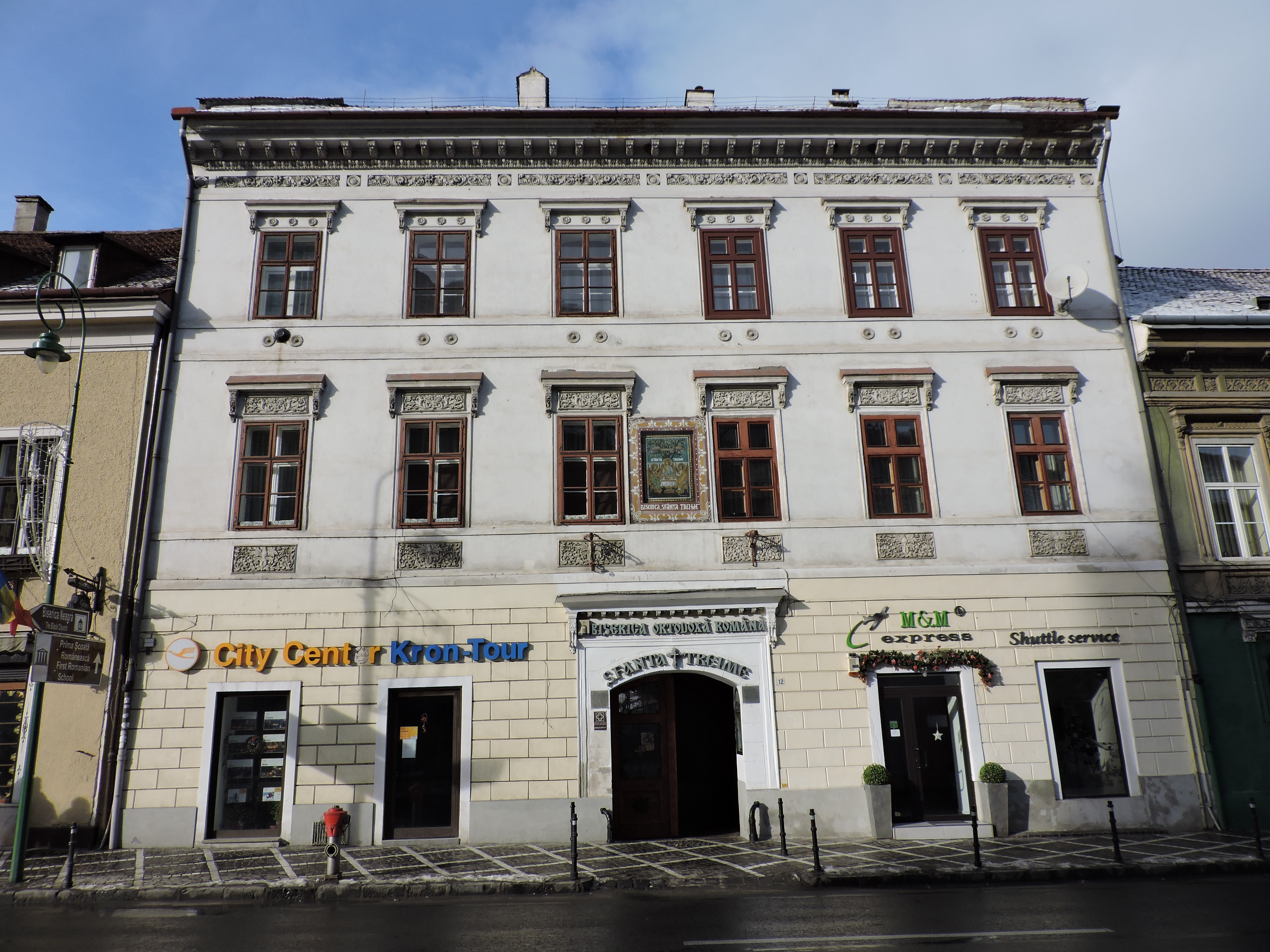
Casa din Str. George Barițiu nr.12
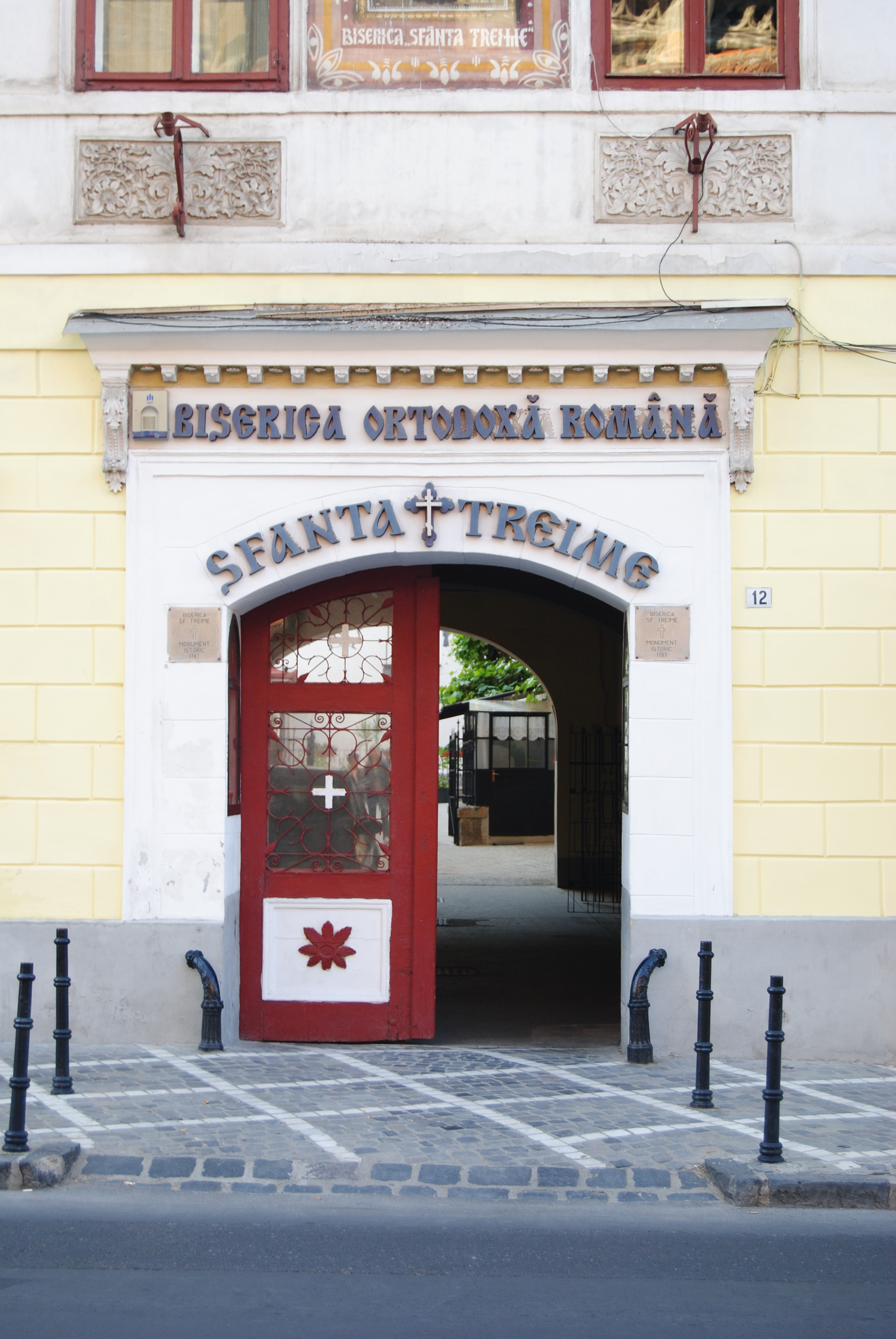
Intrarea în curtea bisericii
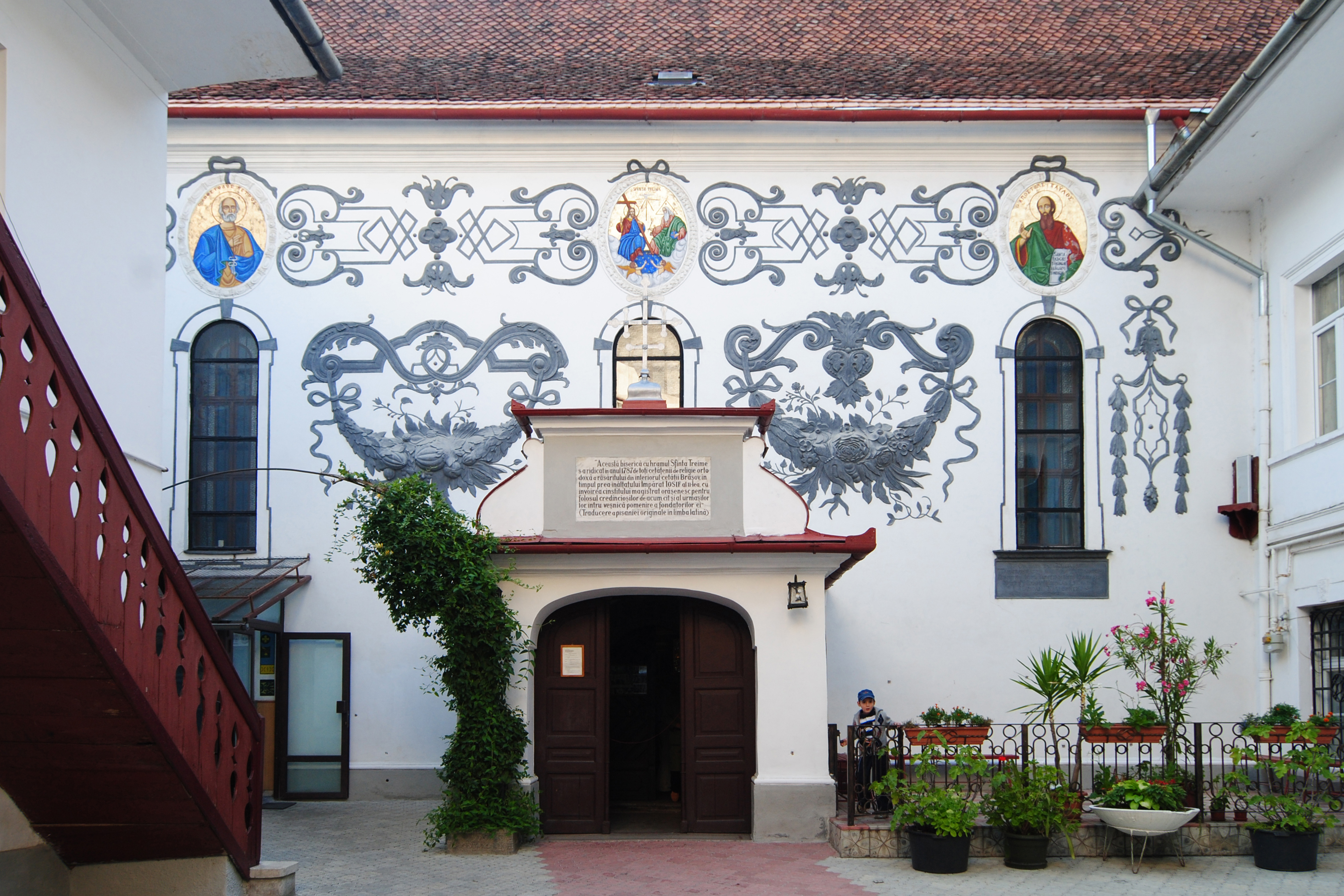
Biserica „Sfânta Treime”
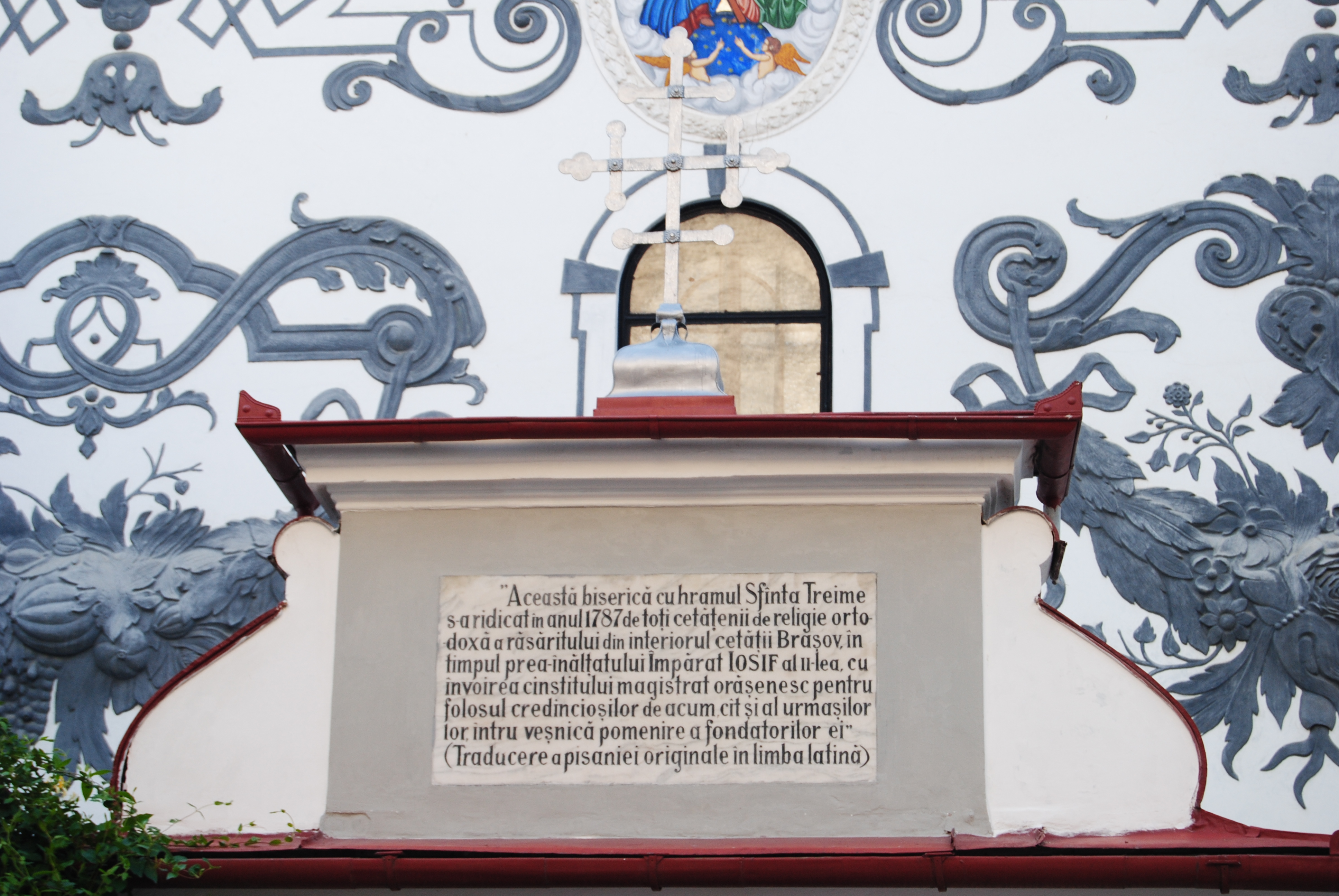
Inscripție deasupra intrării în biserică
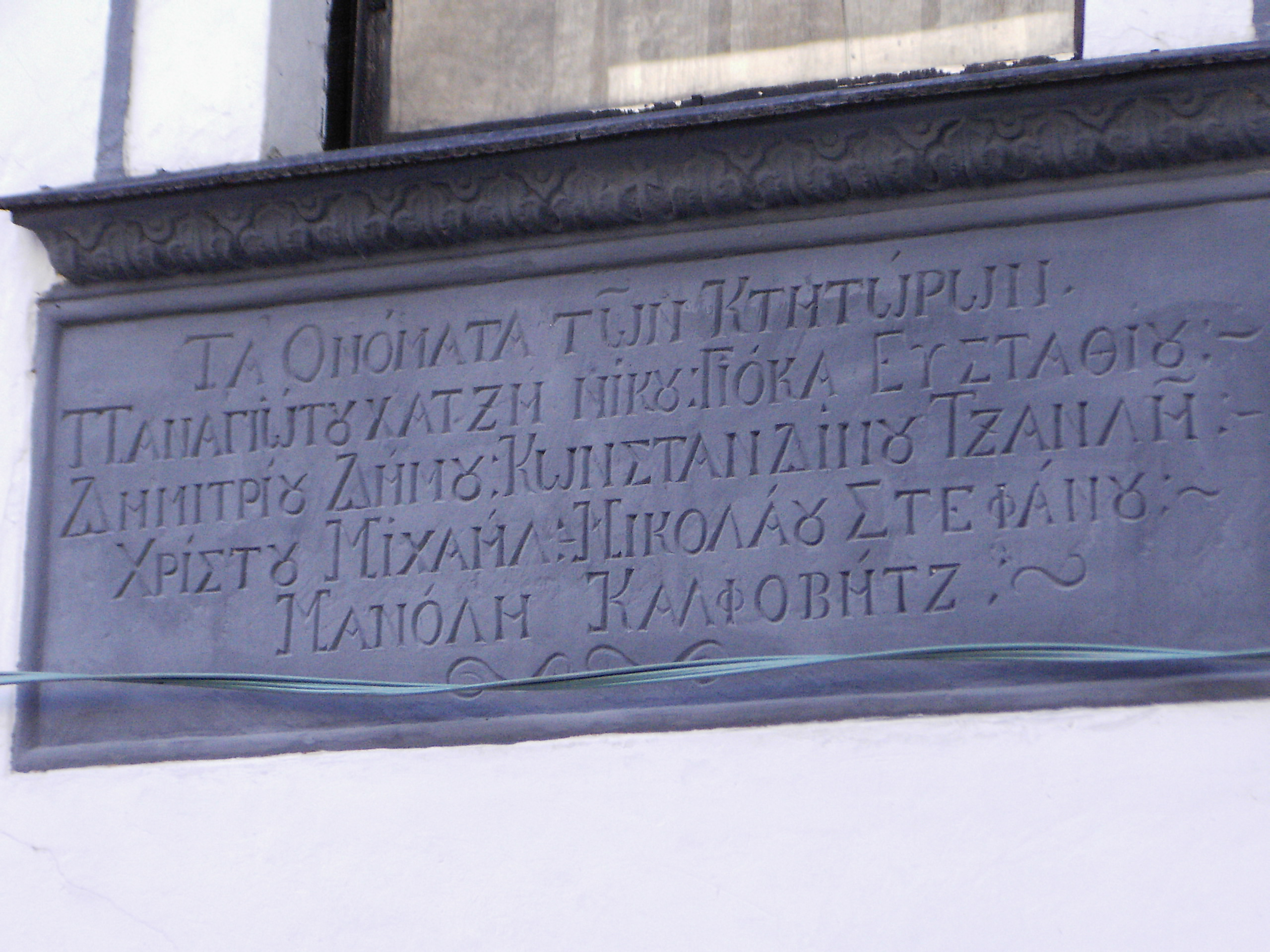
Inscripție în limba grecească cu numele ctitorilor
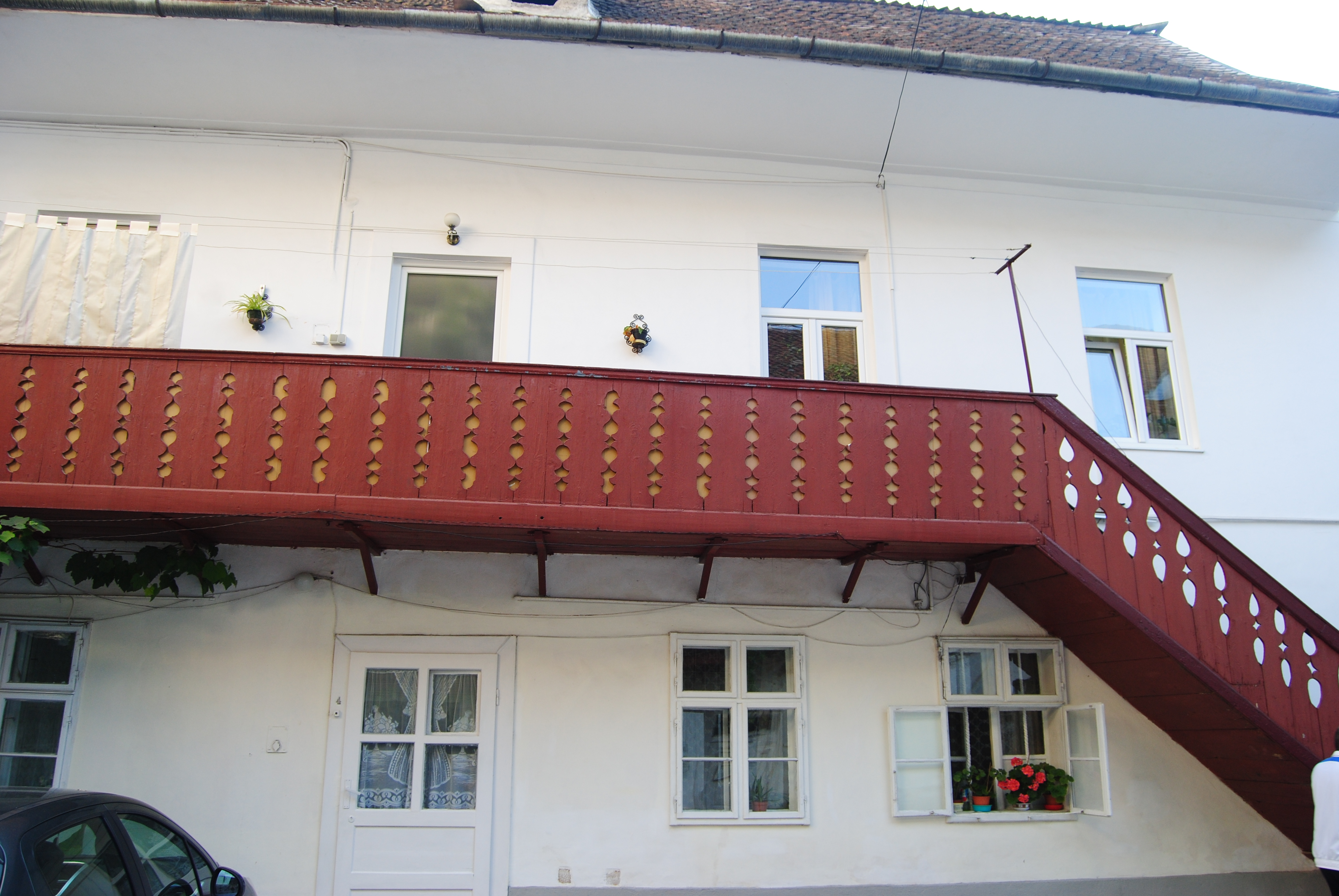
Casa parohială din curtea bisericii